# 杰劳埃德·萨穆埃尔
杰劳埃德·塔法里·萨穆埃尔（英語：Jlloyd Tafari Samuel，1981年3月29日—2018年5月15日），是一名特立尼達和多巴哥職業足球員，擔任左後衛，生前曾效力英超球隊阿士東維拉和保頓，也是特立尼达和多巴哥国家队的成员。
2018年5月15日早上，在送孩子去上學後，因為汽車相撞的車禍而死亡。

## 俱乐部生涯
萨穆埃尔在阿斯顿维拉开始自己的职业足球生涯。1999年9月21日，他在联赛杯对阵切斯特城的比赛中第一次代表维拉出战。2001年10月25日至12月3日期间，他曾经被短期租借到吉林汉姆，以增加比赛经验。在格拉罕·泰勒接手维拉队后，他开始代表一线队参加英超联赛比赛。
萨穆埃尔在2003/04年赛季的表现非常出色，一度被视为是联赛的最佳左后卫。2003年9月20日，他在主场2比1战胜查尔顿竞技的比赛中打进自己的第一个英超进球。2004年3月27日，他又在客场和查尔顿竞技的比赛打进一球，帮助维拉再次以2比1击败对手。这也是他在英超比赛的最后一个进球。
但在2004/05年赛季，萨穆埃尔的表现却不能让人满意。2005/06年赛季，他的主力位置迅速被荷兰国脚鲍马取代。2007年7月1日，萨穆埃尔选择离开球队，免费加盟另一支英超球队博尔顿。
保頓左路防守有及，森姆只是第三選擇。2010/11年球季森姆未嘗為保頓上陣，於2011年3月24日緊急借用關閉前被外借到英冠球會卡迪夫城直到球季結束，期間在6場聯賽及在附加賽準決賽次回合上陣，借用結束返回保頓後被放棄。
2012年1月9日森姆加盟伊朗足球超级联赛球會德黑蘭獨立（Esteghlal Tehran），與保頓舊隊友安德拉尼克·泰穆里安異地重逢。

## 国家队生涯
萨穆埃尔曾经是英格兰21岁以下足球代表队的成员。2003年，他曾经入选英格兰和瑞典友谊赛的集训名单，但没有代表英格兰队出场。
2005年，萨穆埃尔表示愿意代表特立尼达和多巴哥参加2006年世界杯足球赛，但国际足联拒绝了他的申请。2009年8月7日，萨穆埃尔加入特立尼达和多巴哥籍，并在9月6日在特立尼达和多巴哥1比4不敌洪都拉斯首次代表国家队出场比赛。

## 榮譽
- 阿士東維拉
  - 2000/2001 - 圖圖盃冠軍

## 外部連結
- Icons.com 森姆官方網頁
- 足球数据库：森姆的球员统计数据